# Permanganato de sódio
Permanganato de sódio é um composto químico inorgânico de fórmula NaMnO4. Tem essencialmente as mesmas propriedades do permanganato de potássio e pode ser usado como um substituto direto.